# Château d'Étrepy
Le château d'Étrepy est situé sur la commune d'Étrepy, dans le département de la Marne.

## Historique
Le monument fait l’objet d’une inscription au titre des monuments historiques depuis le 28 novembre 2011.
La présence d’un château à Étrepy, au confluent de la Saulx et de l’Ornain et à la limite des terres de Champagne et d’Empire, est connue dès le XIIe siècle. Il tiendrait son origine d'un ouvrage fortifié gallo-romain. Les larges douves encore visibles aujourd’hui témoignent de cet état ancien, toutefois les bâtiments ont été reconstruits et transformés plusieurs fois. D’abord après la guerre de 100 ans par Johan de Nievenheim, originaire de la région de Cologne (Allemagne), qui acheta le seigneurie en 1447 (une tour en brique semble l’unique vestige de ces premiers travaux) puis au début du XVIIe siècle sous l'impulsion de Warin de Nievenheim. De cette nouvelle campagne de travaux sont conservés les murs percés de baies encadrées de bossages harpés et surmontées de hautes lucarnes en pierre.
Les dispositions actuelles sont le résultat des transformations réalisées en 1741 par Jean-François de Lorins et sa femme Anne-Louise du Tertre. Ils ont fait appel à l’entrepreneur de Bar-le-Duc Claude Couchot à qui l’on doit en particulier la création d'un décor monumental sur les deux façades du logis correspondant à l’installation d'un grand salon décoré de moulures, la modification des deux pavillons isolés par l'ajout de toits à la Mansart et d'un clocher, la suppression des murs de courtines et la construction d’un pont remplaçant l’ancien pont-levis. 
En 1760, le château fut acquis par Jules François Cappelet, auditeur à la Chambre des Comptes de Paris, qui devint seigneur d'Etrepy. Il échut aux familles Davy de Chavigné, Morillot puis à celle du Marquis de Tressan au début du XXe siècle par mariage avec Noelle Morillot.
Le 6 septembre 1914 le château est ravagé par des projectiles incendiaires ennemis. Toute la couverture et l’intérieur du corps de logis principal sont détruits. 
Les travaux de restauration sont entrepris de 1917 à 1927 sous la direction de l’architecte André Ventre. La conservation des moulages des décors en stuc du grand salon (qui avaient été pris peu avant la guerre) a permis leur heureuse restitution.
Il est la possession de la famille Ripert d'Alauzier.
Liste des seigneurs d'Étrepy.

## Descriptif

Dessin du Château d'Etrepy

Le château est construit sur un terre-plein rectangulaire entouré sur ses quatre faces de larges fossés peu profonds, alimentés par une dérivation de la Saulx.
Le plan des bâtiments épouse la forme de ce terre plein et forme une cour intérieure rectangulaire entourée de bâtiments et de courtines.
Une aile allongée occupe toute la face nord avec deux petites ailes en retour d'équerre. En face s'élèvent deux pavillons de plan rectangulaire, un à l'angle sud-ouest servant de logis, l'autre à l'angle sud-est abritant la chapelle.
Un pont franchit la douve au centre de la face Est.

## Personnalités liées au château
- Madame de Saint-Baslemont (1607-1660), fille de Simon d'Ernécourt et de Marguerite Housse de Watronville. Elle a été éduquée au Château, jusqu'à l'âge de 14 ans, par sa tante paternelle Barbe d'Ernécourt, épouse de Warin de Nievenheim, baron d'Etrepy.
- François-Antoine Davy de Chavigné (1747-1806), auditeur à la Chambre des Comptes de Paris puis Architecte. Il épousa Félicité, la fille de Jules François Cappelet.
- Achille Davy de Chavigné (1790-1846), fils de François-Antoine et d'Anne Françoise Félicité Cappelet d'Etrepy, Maire d'Etrepy.
- Léon Morillot (1838-1909), politicien fils de Jean-Baptiste Ange Morillot et de Félicité Davy de Chavigné. Il est né au Château d'Etrepy et posséda le Château de Bussemont à Saint-Lumier-la-Populeuse.
- La Marquise de Tressan, Christine Fanny Mathilde Eléonore Noëlle Morillot (1882-1963) fille de Léon Morillot et épouse du Marquis Georges de la Vergne de Tressan. Elle a œuvré à la reconstruction du Château, après la 1ère guerre mondiale.